# Stanisław Haduch

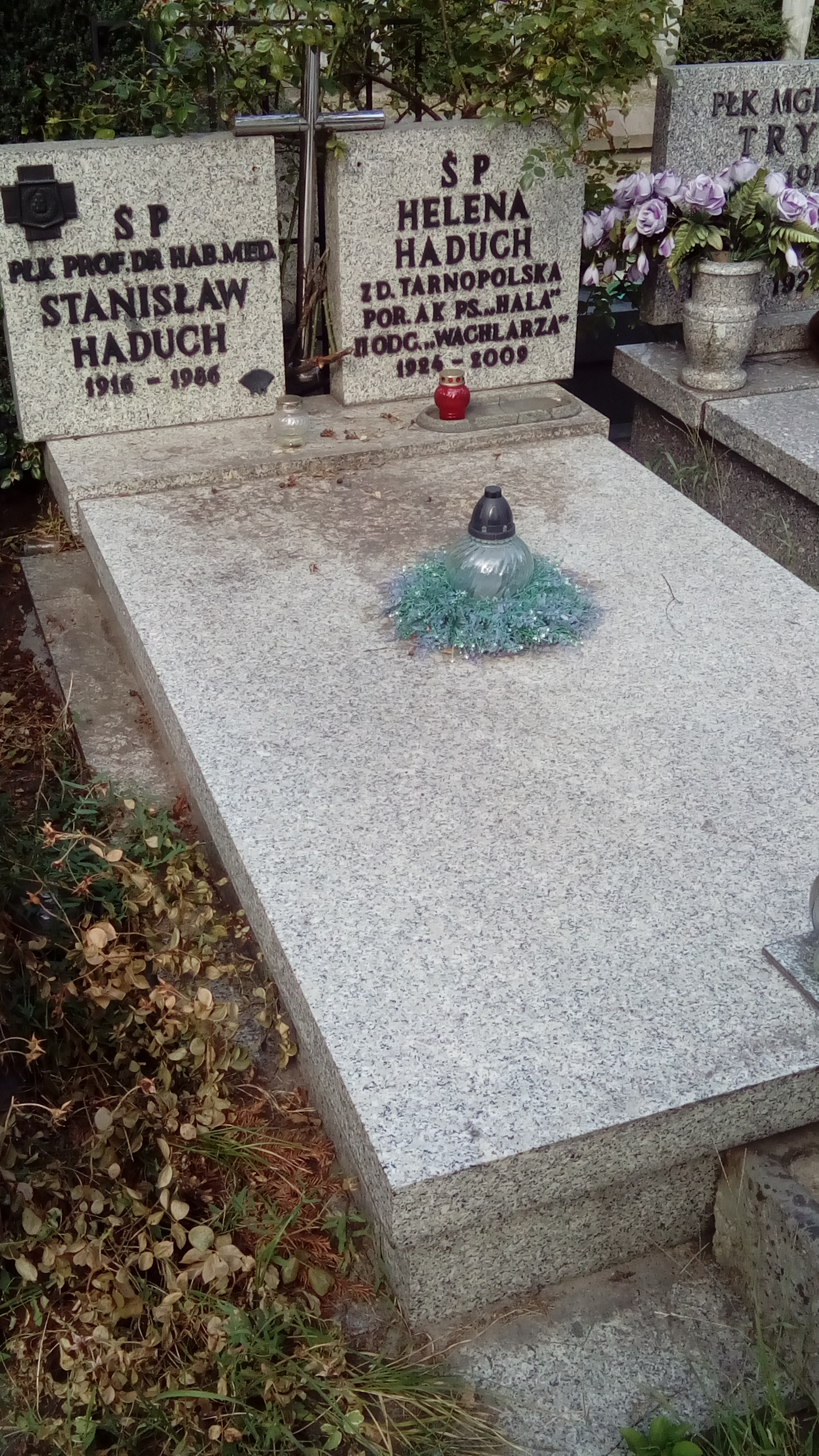
Grób profesora Stanisława Handucha na cmentarzu wojskowym na Powązkach

Stanisław Adolf Haduch (ur. 16 czerwca 1916 w Jaćmierzu, zm. 26 listopada 1986) – lekarz chirurg, specjalista medycyny lotniczej, komendant Wojskowego Instytutu Medycyny Lotniczej, profesor nadzwyczajny, pułkownik Wojsk Lotniczych Ludowego Wojska Polskiego.

## Życiorys
Przez pewien czas zamieszkiwał w Grzęsce. 20 czerwca 1934 zdał egzamin dojrzałości w Państwowym Gimnazjum im. Królowej Zofii w Sanoku (w jego klasie byli m.in. Władysław Bes, Kazimierz Boczar, Andrzej Skubisz). Studiował na Wydziale Lekarskim Uniwersytetu Jana Kazimierza we Lwowie i będąc na piątym roku studiów w 1939 po wybuchu II wojny światowej brał udział w kampanii wrześniowej. Pozostał we Lwowie, a w 1940 ukończył studia. Podczas okupacji sowieckiej (od 1940) pracował w szpitalu powiatowym, a następnie w okresie okupacji niemieckiej (w 1943) był lekarzem na Oddziale Chirurgii Dziecięcej Szpitala Św. Zofii we Lwowie. W międzyczasie od 1942 do 1943 był członkiem organizacji dywersyjnej Związku Walki Zbrojnej i Armii Krajowej działającej pod kryptonimem „Wachlarz”. Po nadejściu frontu wschodniego w 1944 jako ochotnik wstąpił do Ludowego Wojska Polskiego i został chirurgiem w 5 samodzielnej kompanii sanitarnej 2 Łużyckiej Dywizji Artylerii (2 Armia Wojska Polskiego); brał udział w bitwie o Kołobrzeg, walkach o Wał Pomorski, przeszedł szlak bojowy aż do Szczecina, następnie uczestniczył w operacji łużyckiej i operacji praskiej.
Po zakończeniu wojny w 1945 został przydzielony do Wojsk Lotniczych LWP. Od 1945 do 1966 służył jako starszy lekarz batalionu obsługi lotnisk, starszy lekarz pułku, szef Służby Zdrowia dywizji lotniczej i zastępca szefa Służby Zdrowia Dowództwa Wojsk Lotniczych ds. orzecznictwa. W 1955 uzyskał specjalizację II stopnia z zakresu organizacji ochrony zdrowia. W lutym tego samego roku został komendantem Wojskowego Instytutu Naukowo-Badawczego, przemianowanego w 1958 na Wojskowy Instytut Medycyny Lotniczej. W 1957 uzyskał specjalizację II stopnia w zakresie chirurgii i medycyny lotniczej, a trzy lata później stopień doktora nauk medycznych w zakresie medycyny lotniczej, jako pierwszy lekarz w Polsce, na podstawie rozprawy pt. „Zmiany niektórych odczynów krążeniowo-oddechowych na wysokości 15 000 m”. Urząd komendanta WIML pełnił do kwietnia 1964, gdy z uwagi na stan zdrowia został zwolniony i przeniesiony do pracy w Szefostwie Służby Zdrowia Inspektoratu Lotnictwa. W tym samym roku uzyskał tytuł docenta w zakresie chirurgii na Wojskowej Akademii Medycznej za pracę pt. „Wpływ oddychania w nadciśnieniu na zmiany objętości krwi krążącej i przenikanie niektórych jej składników poza łożysko naczyniowe”. W 1969 został pracownikiem naukowym w Centrum Kształcenia Podyplomowego WAM, a w 1974 powrócił do służby w WIML. W 1976 podjął pracę w Centralnym Ośrodku Badawczym Kolejowej Służby Zdrowia w Warszawie i w tym samym roku otrzymał tytuł profesora nadzwyczajnego, a we wrześniu kolejnego roku został przeniesiony w stan spoczynku.
Opublikował ok. 160 prac z zakresu patofizjologii ze szczególnym uwzględnieniem zagadnień lotnictwa i oddziaływania pola magnetycznego na organizmy żywe. Jego badania dotyczyły niedotlenienia wysokościowego i promieniowania elektromagnetycznego. Został promotorem ośmiu przewodów doktorskich oraz recenzentem jedenastu.
Był członkiem Polskiego Towarzystwa Astronautycznego. Hobbystycznie grał na skrzypcach, komponował, uprawiał rysunek, samodzielnie nauczył się kilku języków obcych. Zamieszkiwał na osiedlu dla kadry zawodowej WP przy ulicy Koszykowej 79 m. 53 w Warszawie.
Był żonaty z Heleną Haduch z domu Tarnopolską (1924-2009), podczas wojny walczącej w szeregach AK. Zmarł 26 listopada 1986. Został pochowany na Cmentarzu Wojskowym na Powązkach w Warszawie (kwatera B4-8-23).

## Publikacje
- Człowiek w locie (1954, współautor: Konstantin Konstantinovič Platonov)
- Problemy medycyny kosmicznej (1963, współautor: Przemysław Czerski)
- Wpływ oddychania w nadciśnieniu na zmiany objętości krwi krążącej i przenikanie niektórych jej składników poza łożysko naczyniowe (1965)
- Ubiory ochronne zabezpieczające przed działaniem pola energii elektromagnetycznej w zakresie mikrofal (współautor)
- Opracowanie kamizelki ratowniczej z urządzeniem do samoczynnego napełniania (współautor)
- Badania elektroencefalograficzne osób zatrudnionych w zasięgu działania mikrofal
- W służbie Eskulapa (1986, wspomnienia)[6]

## Odznaczenia i nagrody
Odznaczenia
- Krzyż Oficerski Orderu Odrodzenia Polski
- Medal Komisji Edukacji Narodowej
- Odznaka honorowa „Za wzorową pracę w służbie zdrowia” (1953)[7]
- Medale za udział w II wojnie światowej

Nagrody
- Nagroda III stopnia Polskiego Komitetu do spraw Techniki za publikację Medycyna kosmiczna
- Nagroda I stopnia Ministra Obrony Narodowej za współautorstwo podręcznika Medycyna lotnicza i kosmiczna (1976, zespołowo)